# Colonização curlandesa na África

Ducado de Courland e Semigállia

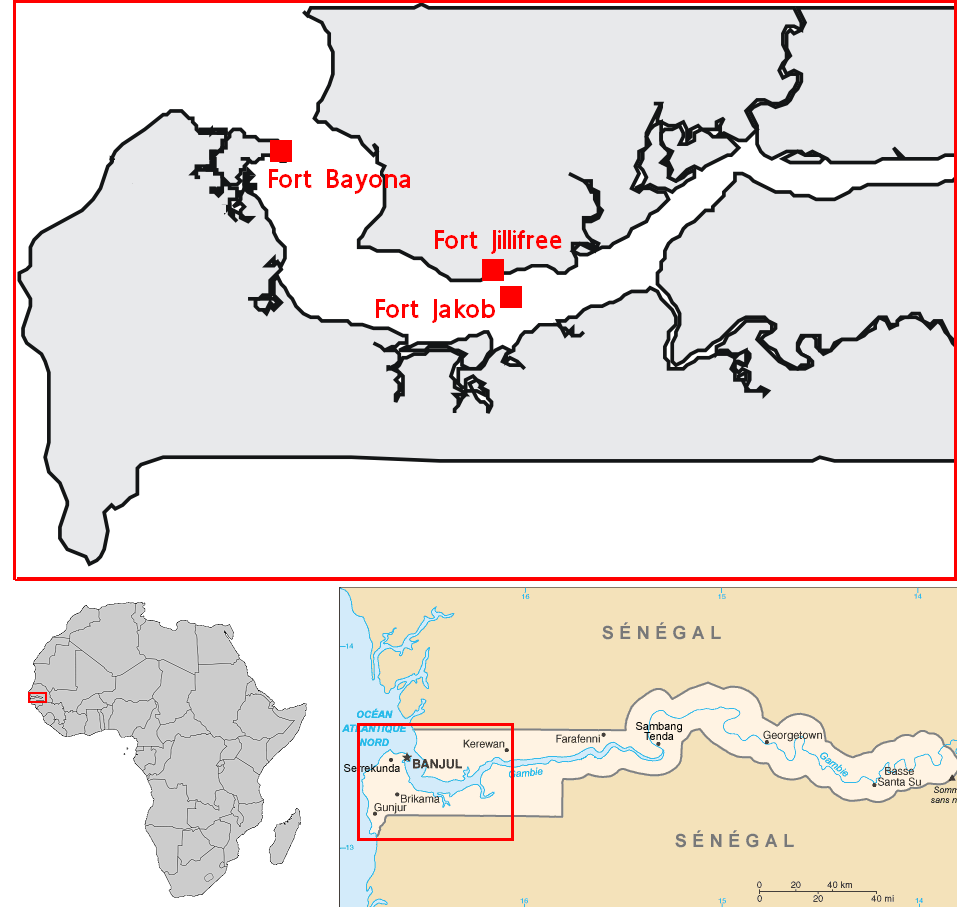
Assentamentos Curlandeses na África

A Colonização Curlandesa na África refere-se aos esforços de colonização por parte Ducado da Curlândia e Semigália (hoje parte da Letônia)  um estado vassalo da União polaco-lituana no sentido de ter algum assentamento colonial na África. Sendo o Ducado rico, porém, pequeno teve uma participação bem modesta na tentativa de colonização na África Ocidental, na liha do trópico de Câncer.

## História
Brandenburg, que tinha um poder colonizador alemão muito maior antes da formação do Império Alemão, o feudo polaco-lituano de Curlândia teve um passado europeu de cruzadas. As colônias na África foram estabelecidas sob Jakob, Duque da Curlândia e Semigalia, sendo colônias indiretas da Comunidade Polaco-Lituana. Durante seu reinado (1642-1682), o Ducado já tinha estabelecido relações comerciais com todas as principais potências europeias, o que viabilizaria esse esforço colonial
Jakob estabeleceu uma das maiores frotas mercantes da Europa, com seus principais portos em Ventspils (Windau) e Liepaja (Libau). Sua frota fez viagens para as Índias Ocidentais já em 1637 e já estabelecera uma colônia nas Américas na chamada Colonização curlandesa da América, no caso na ilha de [Tobago]]. Essa primeira colônia fracassou, mas foi reestabelecida em 1639. Esse sucesso incentivou mais expansão colonial.
Assim, em 1651, o Ducado ganhou uma colônia na África em Ilha James (Gâmbia) (antes Ilha Kunta Kinte / Santo André)) no Rio Gâmbia e construiu o Forte Jakob nessa ilha. O Ducado também ganhou ainda o controle de terras adicionais, que passaram a incluir a Ilha de Santa Maria (St.Mary Island, atual Banjul) e Jufureh (Fort Jillifree). As colônias do Ducado exportavam açúcar, tabaco, café, algodão, gengibre, índigo, rum, grão de cacau, material de casco de tartaruga (conchas de tartaruga), assim como pássaros tropicais e suas tão procuradas penas. O Ducado conseguiu manter o controle dessas terras por menos de uma década e tais colônias foram formalmente cedidas à Inglaterra em 1664.
As colônias foram perdidas porque os vizinhos do Ducado se aproveitaram de suas fracas defesas durante o período da Grande Guerra do Norte, quando Jakob foi mantido em cativeiro pelo Exército Sueco de 1658 a 1660. 
Essas Ilha James (Gâmbia) ou Gâmbia Curlandesa, foi também o mais tarde o Forte James britânico. (1651–1660, 1660–1661)